# Compagnies Franches de la Marine
As Compagnies Franches de la Marine eram um conjunto de unidades de infantaria autônomas vinculadas à Marinha Real e dedicadas a servir tanto no mar quanto em terra. Essas tropas eram a principal força militar na França que poderia intervir e guarnecer no exterior de 1690 a 1761, quando foram exterminadas.

## História
Na Nova França, eles foram os únicos soldados regulares de 1685 a 1755. Vários batalhões foram enviados para a América do Norte. Os destacamentos navais franceses estavam encarregados de defender o comércio de peles e os civis locais, que às vezes eram emboscados pelos iroqueses. Grandes exércitos sob Montcalm os substituíram em 1756. As Companhias foram dissolvidas por completo em 1760 após a queda de Montreal.
Os homens alistados foram alistados na França, mas o corpo de oficiais tornou-se cada vez mais canadense através do recrutamento de filhos de oficiais. Todas as promoções foram por mérito; A compra de empregos era proibida. Nascidos nativos, criados por pais militares, acostumados a dificuldades desde a infância, acostumados a socializar com os aliados nativos da França, esses oficiais fizeram das Compagnies Franches de la Marine os melhores guerreiros selvagens do continente, maiores em capacidade de luta do que qualquer outro como os britânicos e os seus. estabelecer colônias. Sua principal vitória foi na Batalha do Monongahela, quando 100 Troupes de la Marinee 600 aliados indianos mortos e mil soldados inimigos feridos enquanto eles próprios perdiam menos de cem combatentes.